# Noua muzică consonantă
Noua muzică consonantă este un curent muzical care a apărut în anii 1980 ca o reacție la constatarea unui „divorț” între compozitorii de muzică contemporană și auditoriul acestora.

## Apariția
Constatându-se că această ruptură a fost provocată de o revoluție a limbajului muzical care a părăsit formele tradiționale în favoarea unei opere cu desăvârșire deschise (John Cage) sau, din contra, în favoarea unor sisteme compoziționale rigide care se rupeau cu desăvârșire de trecut (serialism integral, post-serialism), numeroși compozitori au încercat o reînnodare a legăturilor cu tradiția muzicală zisă „clasică”. Pentru a realiza acest obiectiv, au căutat o muzică consonantă în evoluție.
Ruptă complet de orice căutări în sistemul modernist, noua muzică consonantă a fost adesea calificată ca fiind postmodernă. Este vorba, totuși, de un postmodernism moderat, deoarece există o incontestabilă legătură a sa cu tradiția și pentru că aici se regăsesc, chiar dacă cu parcimonie, multe caracteristici ale postmodernismului (colaje, ironie).
Mai deranjantă este asimilarea ce se face uneori cu curentul Easy listening. De fapt, deși opuși oricărei rupturi catastrofale, compozitorii noii muzici consonante (numiți uneori și „noi consonanți”) se plasează într-o perspectivă evolutivă foarte clară.
Prin urmare, această mișcare este ancorată în aceeași filozofie ca și muzica minimalistă, dar totuși fără a implica repetiția celulelor muzicale. De fapt, acest curent nu este articulat pe nicio caracteristică compozițională. În felul acesta, ea poate fi, de exemplu, tonală sau atonală. Singura sa dogmă este aceea de a se considera ca un mod de comunicare ce nu se poate dezvolta durabil fără a ține seama de public. Orice altă considerație care ține de limbaj îi este străină.
Nuova Musica Consonante, cum se mai cunoaște ea pe plan internațional, își propune ca fiecare compozitor să realizeze ceva personal, plin de rezonanță și șarm, neținând cont de forma și limbajul în care se materializează creația. Neoconsonantismul se opune muzicii comerciale, compusă pentru mase, dezavuată. Stilul este unul deschis, fără constrângeri de stil și tipar de compoziție.

## Câțiva compozitori „noi consonanți”
- Almeida Prado
- Frédéric Devreese
- Dominique Dupraz
- Vincent Ghadimi
- Piotr Lachert
- Jacques Leduc
- Michel Lysight
- Gilberto Mendes
- Oleg Paiberdin
- Georgs Pelēcis